# یاروسلاو و دانا استودولووی
یارُسلاو استودولا (زاده ۸ می ۱۹۶۶) و دانا استودولووا (زاده ۱۹ ژوئیه ۱۹۷۰) (اسلواکی: Jaroslav and Dana Stodolovi) یک زوج قاتل زنجیره‌ای اهل چکسلواکی هستند که بین سال‌های ۲۰۰۱ تا ۲۰۰۲، ۸ بازنشسته را دزدیدند و به قتل رساندند. در مجموع، آنها به ارتکاب ۱۷ جنایت سنگین محکوم شدند و هر دو به حبس ابد محکوم شدند.